# Женская бригада
«Женская бригада» (англ. The Division) — американский драматический телесериал, созданный Деборой Джой Ливайн, с Бонни Беделиа в главной роли, который транслировался на канале Lifetime с 7 января 2001 года по 28 июня 2004 года. В центре сюжета находилось пять женщин-полицейских, департамента Сан-Франциско, которые находились под управлением Кейт Маккаферти (Беделиа).
«Женская бригада» стал третьим оригинальным драматическим сериалом Lifetime, после «Теперь в любой день» и «Сильное лекарство», и в первом сезоне привлекал в среднем три миллиона зрителей, больше чем любая другая программа со сценарием базового кабельного телевидения в сезоне 2001-02 годов. Тем не менее третий и четвёртый сезоны значительно начали терять аудиторию и в 2004 году канал закрыл шоу после четырёх сезонов и 88 эпизодов.

## Актёры и персонажи
- Бонни Беделиа — Капитан Кейтлин «Кейт» Маккаферти
- Нэнси МакКеон — Инспектор Джинни Икстид
- Лиза Видал — Инспектор Магдалена «Магда» Рамирес
- Трэйси Нидэм — Инспектор Кэндис Дилеренсо (2001—2003)
- Тараджи Хенсон — Инспектор Рейна Вашингтон (2002—2004)
- Эми Джо Джонсон — Стейси Рейнольдс (2003—2004)
- Лела Рошон — Инспектор Анджела Рид (2001)
- Джон Хэмм — Инспектор Нэйт Бассо (2002—2004)
- Хосе Енке — Габриэль «Гейб» Эррера (2001—2003)
- Дэвид Джианопулос — Инспектор Питер Торииано (2001)